# Piper selangorense
Piper selangorense är en pepparväxtart som beskrevs av C. Dc.. Piper selangorense ingår i släktet Piper och familjen pepparväxter. Inga underarter finns listade i Catalogue of Life.